# Анхела Валвей
Анхела Валвей (на испански: Ángela Vallvey) е испанска журналистка и писателка на произведения в жанра социална драма, лирика, любовен роман, детска литература, публицистика и документалистика, носителка на наградата „Надал“.

## Биография и творчество
Анхела Валвей е родена през 1964 г. в Сан Лоренцо де Калатрава, провинция Сиудад Реал, Испания. Завършва съвременна история в университета в Гранада и получава докторска степен по право от университета в Херона. Следва също така философия и антропология. Живяла е в различни испански градове, както и във Франция и Швейцария.
След дипломирането си работи като журналист и е редовен сътрудник на испански, латиноамерикански и италиански вестници. За дейността си получава наградата за журналистика „Хулио Камба“ за статията „Самотата“ в испанския всекидневник La Razón. През 2007 г. публикува в същия вестник своята хипотеза за моралното превъзходство на левицата, идея, която оказа голямо влияние върху испанската политическа и идеологическа сцена, и за журналисти и автори. Сътрудничи и на радио и телевизионни програми.
Пише поезия от ранна възраст. Кариерата ѝ започва през 1995 г. като писател на литература за деца и юноши с книгата „Кипел и електронният поглед“. През 1998 г. е издаден първият ѝ сборник с поезия „Размерът на Вселената“, който получава награда за поезия. През 1999 г. е издаден първият ѝ роман „На лов за последния див човек“. За романа си „Състояния на дефицит“ от 2002 г. получава наградата „Надал“, а романът ѝ „Смърт сред поетите“ от 2008 г. е финалист за престижната испанска литературна награда „Планета“.
Книгите ѝ отразяват загрижеността ѝ за актуални проблеми като храната, насилието и редките болести, икономическата рецесия, любовта като изкупление, и вярата във възможността за постигане на щастие чрез книги и четене. Произведенията на писателката са преведени на 20 езика по света.
Анхела Валвей живее в Мадрид.

## Произведения

### Проза
- A la caza del último hombre salvaje (1999)[1][2]
- Vías de extinción (2000)[4]
- Extraños en el paraíso (2001)
- Los estados carenciales (2002) – награда „Надал“[3]
- No lo llames amor (2004)
- La ciudad del diablo (2005)
- Todas las muñecas son carnívoras (2006)
- Muerte entre poetas (2008)
- El hombre del corazón negro (2011)
- Y entonces sucedió algo maravilloso (2013)
- Mientras los demás bailan (2014)
- Tarta de almendras con amor (2017)
Торта с бадеми и любов, изд.: ИК „ЕРА“, София (2017), прев. Радослава Георгиева
- Cuentos clásicos feministas (2018)
- El alma de las bestias (2021)

### Поезия
- El tamaño del universo (1998) – награда за поезия „Хаен“[1][2]
- Nacida en cautividad (2006) – награда „Атенео“ на Севиля[4]
- La velocidad del mundo (2012)
- Epidemia de fuego (2017) – награда за поезия „Баркарола“

### Детско-юношеска литература
- Kippel y la mirada electrónica (1995)[1][2]
- Vida sentimental de Bugs Bunny (1997)
- Donde todos somos John Wayne (2002)

### Документалистика
- El viaje de una hoja de lechuga (2007) – литературна награда „Ланес де Виахес“
- El arte de amar la vida (2015)
- Amantes poderosas de la historia (2016)[4]
- Breve historia de las españolas (2019)
- Ateísmo ideológico (2021)